# برينت بيرس
برينت بيرس هو لاعب كرلنغ كندي، ولد في 7 يوليو 1969 في نيو ويستمينيستر في كندا.

## وصلات خارجية
- برينت بيرس على موقع الاتحاد الدولي للكرلنغ (الإنجليزية)